# دکوبرتو
دکوبرتو (به پرتغالی: Descoberto) یک منطقهٔ مسکونی در برزیل است که در میناز ژرایس واقع شده‌است. دکوبرتو ۵٬۰۲۹ نفر جمعیت دارد.